# فرانك شيرن
فرانسيس جوزيف شيرن (بالإنجليزية: Frank "The Irishman" Sheeran) (25 أكتوبر 1920 - 14 ديسمبر 2003)، والمعروف باسم فرانك «الأيرلندي» شيرن، كان مسؤولًا في نقابة العمال الأمريكية، الذي اتُهم بأن له صلات بعائلة بوفالينو الإجرامية بصفته مسؤولًا رفيع المستوى في نقابة سائقي الشاحنات الدولية، وكان رئيسا للنقابة المحلية رقم 326.
كان شيرن شخصية رائدة في فساد النقابات بسبب الجريمة المنظمة. في عام 1980، أدين بالابتزاز من العمل وحكم عليه بالسجن 32 سنة، قضى منها 13 سنة. قبل وفاته بقليل، ادعى أنه قتل زعيم نقابة سائقي الشاحنات الدولية، جيمي هوفا في عام 1975. يذكر المؤلف تشارلز برنت بالتفصيل عن ما قاله شيرن عن هوفا في كتابه الذي صدر في عام 2004 بعنوان: سمعت أنك تطلي المنازل. وقد اعترض البعض على صدق الكتاب، بما في ذلك اعترافات شيرن بقتل هوفا و«المجنون» جو جالو.
الكتاب كان أساس فيلم «الإيرلندي» الذي صدر في عام 2019، من إخراج مارتن سكورسيزي وبطولة روبرت دي نيرو في دور فرانك شيرن وآل باتشينو في دور هوفا.

## النشأة
ولد شيرن وترعرع في بنسلفانيا، كان ابن توماس فرانسيس شيرن الابن وماري أغنيس هانسون. كان والده من أصل أيرلندي، بينما كانت والدته من أصل سويدي.

## الحرب العالمية الثانية
تم تجنيد شيرن في الجيش في أغسطس 1941، وقام بتدريبه الأساسي بالقرب من بيلوكسي، ميسيسيبي، وتم تكليفه بالشرطة العسكرية. بعد الهجوم على بيرل هاربور، تطوع للتدريب في الجيش المحمولة جوا في فورت بنينغ، جورجيا، لكنه خلع كتفه ونقل إلى فرقة المشاة الخامسة والأربعين، المعروفة باسم «ثندربيردز» و«فرقة القاتل». في 14 يوليو 1943، أبحر إلى شمال إفريقيا.
خدم شيرن لمدة 411 يومًا من الخدمة القتالية، وهي فترة زمنية طويلة، حيث كان المتوسط حوالي 100 يوم. كانت تجربته الأولى في القتال أثناء الحملة الإيطالية، بما في ذلك غزو صقلية وهبوط ساليرنو وحملة أنزيو. ثم خدم في عمليات الإنزال في جنوب فرنسا وغزو ألمانيا.

### جرائم الحرب
يذكر شيرن خدمته الحربية في الوقت الذي طور فيه القسوة واللامبالاة في إهدار الحياة البشرية. وادعى أنه شارك في العديد من المجازر وعمليات الإعدام بإجراءات موجزة بحق أسرى الحرب الألمان، وهي أعمال تنتهك عدة اتفاقيات بشأن أسرى الحرب. في مقابلات مع تشارلز برنت، قام بتقسيم مثل هذه المذابح إلى أربع فئات:
1. القتل الانتقامي في خضم المعركة: ذكر شيرن إن جنديًا ألمانيًا قتل أصدقائه المقربين ثم حاول الاستسلام، لكنه اختار «إرساله إلى الجحيم أيضًا». وصف كثيرًا ما يشهد سلوكًا مشابهًا من قبل زملائه من الجنود.
2. أوامر من قادة الوحدات خلال المهمة: وصف شيرن جريمة القتل الأولى التي ارتكبها تنفيذا لأوامره رؤسائه في الجريمة المنظمة: «كان الأمر كما لو أن ضابطًا أخبرك بأن تأخذ اثنين من السجناء الألمان إلى خلف الخط وأن» تسرع إلى الوراء «. لقد فعلت ما كان عليك فعله.»
3. الأعمال الانتقامية في معسكر داكاو وعمليات القتل الانتقامية الأخرى: كان فرانك ورفاقه يقومون بقتل حراس معسكرات الاعتقال الألمانية دون محاكمة، كنوع من الانتقام.
4. محاولات محسوبة لنزع صفة الحرب عن أسرى الحرب الألمان وإهانتها: كانت وحدة شيرن تتسلق جبال هارز عندما وصلوا إلى قطار بغل. سُمح للطهاة النساء بالمغادرة دون خوف، ثم تناول شيرن وزميله «ما أردناه وسوى البقية بمخلفاتنا». ثم أعطيت سائقي القطار معاول وأمرهم «بحفر قبورهم الضحلة». مازال شيرن يذكر مازحا بأنهم فعلوا ذلك دون شكوى، على أمل أن يغير هو ورفاقه رأيهم. ولكن تم إطلاق النار على سائقي القطر ودفنهم في الحفر التي حفروها. وأوضح شيرن أنه بحلول ذلك الوقت، «لم يكن لديه أي تردد في فعل ما كان علي فعله.»

### التسريح من الخدمة ومرحلة ما بعد الحرب
تم تسريح شيرن من الجيش في 24 أكتوبر 1945. وتذكر لاحقًا أنه كان "قبل يوم واحد من عيد ميلاده الخامس والعشرين، ولكن وفقًا للتقويم فقط. عند عودته من خدمته العسكرية، تزوج شيرن من ماري ليدي، وهي مهاجرة أيرلندية. كان لدى الزوجين ثلاث بنات، ماريان، دولوريس، وبيغي، لكنهما انفصلا في عام 1968. ثم تزوج شيرن من إيرين جراي، التي له ابنة واحدة، كوني.

## الجريمة المنظمة ونقابة سائقي الشاحنات الدولية
عندما غادر الخدمة، أصبح شيرن سائق لحوم في معرض الطعام، والتقى فرانك براسل بوفالينو في عام 1955 عندما عرض بوفالينو مساعدته في إصلاح شاحنته، وعمل بعد ذلك في عدة وظائف. عمل شيرن أيضًا خارج بار يقع في شارون هيل، بنسلفانيا، وكان يديره بيل ديستانيسلاوا، الجندي المخلص لزعيم عائلة فيلاديلفيا أنجيلو برونو.
كان ضحية جريمة القتل الأولى لشيرن هو قتل ويسبيرز ديتوليو، وهو رجل عصابات استأجر فرانك لتدمير خدمة كاديلاك لينين للكتان في ولاية ديلاوير مقابل 10000 دولار. لم يعلم شيرن، مع ذلك، أن أنجيلو برونو كان له حصة كبيرة في خدمة الكتان. شوهد شيرن بالقرب من المركز المستهدف في ولاية ديلاوير وتم إحضاره للاستجواب. أقنع بوفالينو برونو بتجنيب شيرن من القتل، لكن برونو أمر شيرن بقتل ديتوليو انتقامًا، كما تم الاشتباه في شيرن بقتل جو جالو في مطعم أمبرتو كلام هاوس في 7 أبريل 1972.
قدم بوفالينو شيرن لرئيس نقابة سائقي الشاحنات الدولية الدولي جيمي هوفا. أصبح هوفا صديقًا مقربًا واستخدم شيرن كحارسا شخصيا، بما في ذلك اغتيال أعضاء النقابات المتمردة وأعضاء النقابات المتنافسة التي تهدد نقابة هوفا.
بدأ هوفا بالقول: «سمعت أنك تطلي البيوت» – وهو مصطلح يعني «سمعت أنك تقتل الناس» - أصبح شيرن في وقت لاحق رئيسة بالنيابة للنقابة 326 المحلية التابعة لنقابة هوفا في ويلمنجتون، ديلاوير.
اتهم شيرن في عام 1972 بقتل روبرت دي جورج عام 1967، الذي قتل في تبادل لإطلاق النار أمام مقر 107 المحلي. ومع ذلك، تم رفض القضية على أساس أن شيرن قد حرم من محاكمة سريعة. كما زُعم أنه تآمر لقتل فرانسيس ج. مارينو عام 1976، وهو منظم عمال فيلادلفيا، وفريدريك جون جورونسكي، الذي قتل في العام نفسه في حانة في نيو كاسل، ديلاوير.

## السجن والوفاة
تم توجيه شيرن مع ستة آخرين في يوليو 1980، بتهم تتعلق بصلاته مع شركات تأجير العمال التي يسيطر عليها يوجين بوفا الأب من هاكنساك، نيو جيرسي. في 31 أكتوبر 1980، أدين شيرن بـ11 تهمة ابتزاز. حُكم عليه بالسجن لمدة 32 سنة وقضى 13 سنة.
توفى شيرن بسبب السرطان في 14 ديسمبر 2003، عن عمر يناهز 83 عامًا، في دار رعاية في وست تشيستر، بنسلفانيا، ودفن في مقبرة هولي كروس في ييدون، بنسلفانيا.

## اختفاءهوفا
يدعي تشارلز برنت في كتابه سمعت أنك تطلي المنازل، أن شيرن اعترف بقتل هوفا. وفقًا لرواية برنت، قاد تشوكي أوبراين شيرن وهوفا وزميله المهاجم سال بريجوليو إلى منزل في مترو ديترويت. انطلق أوبراين وبريجوليو إلى الخارج ودخل شيرن وهوفا إلى المنزل، حيث تدعي شيرن أنه أطلق النار على هوفا مرتين في مؤخرة الرأس. يقول شيرن إنه قيل له أن هوفا قد تم حرقه بعد القتل. كما اعترف شيرن للصحفيين أنه قتل هوفا. يشكك بيل تونيلي في صدق الكتاب في مقالته «أكاذيب الأيرلندي»، كما يفعل أستاذ كلية الحقوق بجامعة هارفارد جاك غولدسميث في «جيمي هوفا و» الأيرلندي «: قصة جريمة حقيقية؟» الذي ظهر في مجلة نيويورك ريفيو أوف بوكس.
تم العثور على بقع الدم في منزل ديترويت «المنزل الذي أدعى شيرن قتله لـ هوفا فيه»، لكن المباحث الفيدرالية مصممون على عدم مطابقة الحمض النووي لهوفا. يواصل مكتب التحقيقات الفدرالي محاولاته لربط شيرن بالقتل، وإعادة اختبار الدم وألواح الأرضية بأحدث التطورات في الطب الشرعي.

## فيلمالإيرلندي
كان الكتاب الروائي غير الخيالي لتشارلز برنت هو أساس الفيلم، وقد أخرجه مارتن سكورسيزي. كان سكورسيزي مهتمًا جدًا بإخراج فيلم عن حياة شيرن وتورطه المزعوم في قتل هوفا. ستيفن زيليان هو كاتب السيناريو والمنتج المشارك روبرت دي نيرو بدور شيرن، مع آل باتشينو في دور هوفا، وجو بيشي في دور راسل بوفالينو، وقد تم عرض الفيلم لأول مرة في مهرجان نيويورك السينمائي في 27 سبتمبر 2019، وتم إصداره في نوفمبر 1، 2019، مع البث الرقمي الذي بدأ في 27 نوفمبر 2019، عبر Netflix.